# Sophronica breuningi
Sophronica breuningi là một loài bọ cánh cứng trong họ Cerambycidae.